# Хјуел Хаузер
Хјуел Бернли Хаузер (енгл. Huell Burnley Howser; Галатин, 18. октобар 1945 — Палм Спрингс, 7. јануар 2013) био је амерички ТВ водитељ и путописац, најпознатији по California's Gold, путописној ТВ серији посвећеној егзотичним локацијама, култури и становницима Калифорније.
Мет Грејнинг је био његов поклоник, те му је одао почаст искористивши га као лик у две епизоде популарне ТВ серије Симпсонови, а почетком 2013. му је постхумно одана почаст кратком монтажом у епизоди A Test Before Trying.